# Veltrusy
Veltrusy è una città della Repubblica Ceca facente parte del distretto di Mělník, in Boemia Centrale.
È nota per il Castello di Veltrusy, in stile barocco.